# Ternej
Ternej – osiedle typu miejskiego w Rosji, w Kraju Nadmorskim. W 2010 roku liczyło 3590 mieszkańców.
Znajduje się tu dyrekcja Sichotealińskiego Rezerwatu Biosfery.